# Thorvald Christensen
Thorvald Christensen (9. marts 1904[kilde mangler] – 1. april 1970[kilde mangler]) var en dansk socialdemokratisk borgmester for Aalborg Købstadskommune i otte år fra 1962 frem til kommunalreformen i 1970.
Han efterfulgte Jens Jensen i 1962 og efterfulgtes i 1970 af Marius Andersen.